# 中華民國大學院

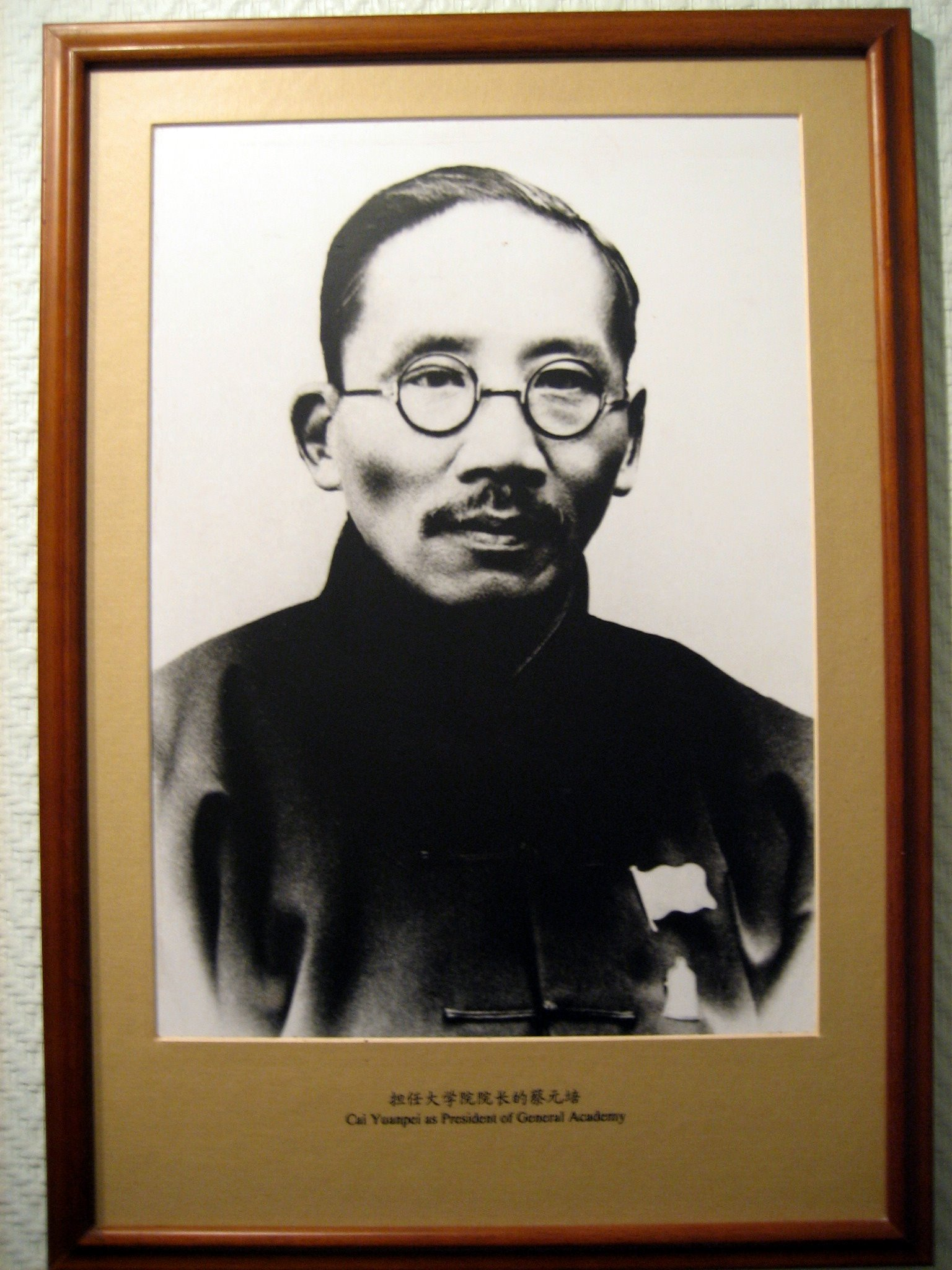
大學院首任院長：蔡元培

中華民國大學院是民國初期國民政府掌管全中國學術及教育行政之最高行政機構，成立於1927年（民國16年）10月1日，相當於早前北洋政府的教育部、國民政府的國民政府教育行政委員會。
大學院首任院長是蔡元培（原國民政府教育行政委員會委員），首任副院長是楊杏佛，首任秘書長是許壽裳。
這個蔡元培一手創辦的政府機構，係模仿法國大學院，其理想是想藉由大學院和大學區（全國劃分成幾大學區），廢除教育廳，以大學區的大學校長兼理地方教育行政，以學人兼教育行政工作。
經過一年多努力，因為反對聲浪極大、經費過於龐大、事權不統一等因素，無法獲得成果的蔡元培不得不於1928年10月6日辭去院長職務，轉由蔣夢麟擔任。
1928年10月24日，大學院裁撤，所有改革制度取消，恢復教育部與舊有教育制度。至此，大學院的一年多改革宣告徹底失敗。